# کهنه‌لو (ورزقان)
کهنه‌لو یکی از روستاهای استان آذربایجان شرقی است که در دهستان سینا بخش مرکزی شهرستان ورزقان واقع شده‌است.